# Toipahautea waitaki
Toipahautea waitaki — викопний вид китоподібних ссавців підряду Вусаті кити (Mysticeti), що існував в олігоцені (27,5 млн років тому).

## Скам'янілості
Скам'янілі рештки кита знайдені у 1988 році у відкладення формації Кокоаму Грінсанд в долині річки Хакатарамеа у регіоні Кентербері в Новій Зеландії. Виявлено декілька фрагментів черепа. На основі решток, у 2018 році палеонтологи Чен-Сюй Цай з Національного університету Тайваню та Еван Фордіче з університету Отаго описали нові вид та рід китів. Назва роду Toipahautea з мови маорі перекладається як «кит». Видова назва T. waitaki походить від назви округу Вайтакі, в якому знайдені рештки.

## Опис
Череп завдовжки один метр. За оцінками, кит сягав 5 м завдовжки.